# The One (película)
The One es una próxima película de terror erótico estadounidense dirigida por Jaki Bradley y protagonizada por Nicholas Hoult y Lana Condor.

## Argumento
The One sigue a Taylor, quien hace un último esfuerzo por encontrar el amor al convertirse en concursante de un reality show de citas. Ahora que solo ella y otras dos mujeres compiten para ganarse el corazón de Mason (Nicholas Hoult), Taylor comienza a sentir que el artificio del programa se desvanece y el juego se vuelve terriblemente real. En medio del opulento escenario frente a la playa, citas de cuento de hadas y champán en constante flujo, la búsqueda se convierte en obsesión y la rivalidad en traición a medida que la realidad misma se desdibuja. 
The One es una pesadilla de terror sobre la guerra romántica y psicológica librada por nuestro amado entretenimiento popular, y también plantea la pregunta: ¿somos nosotros, los espectadores, cómplices?.

## Reparto
- Nicholas Hoult como Mason
- Actriz por determinar como Taylor
- Lana Condor

## Producción

### Preproducción
HanWay Film aborda la película del dúo de guionista-director Kevin Armento y Jaki Bradley, que producirá Riley Keough. Además de protagonizar, Hoult también produce junto a Whitaker Lader a través de su productora Dead Duck Films, que tiene un acuerdo televisivo de primera vista con MRC TV y Civic Center Media. Keough también produce con Gina Gammell a través de su productora Felix Culpa, luego de su debut como directora el año pasado con la película War Pony (2022), que ganó la Caméra d'or en el Festival de Cine de Cannes de 2022.
HanWay Films se encarga de las ventas mundiales, con WME Independent y UTA co-representantes de la película para Norteamérica.
 «Hemos estado soñando con este proyecto durante años y estamos encantados de darle vida ahora con nuestro equipo de ensueño. "Nick, Melissa, Riley y Lana son algunos de los talentos más interesantes que existen, y su pasión por esta película, compartida por nuestra increíble producción, nos tiene aún más ansiosos por hacer realidad esta pesadilla” dijeron Armento y Jaki Bradley. 
 «Nos sentimos inmediatamente atraídos por este proyecto que creemos que será igualmente atractivo para los adictos a los reality shows y para aquellos que piensan que es un flagelo para la humanidad. El guión y la visión de Jaki y Kevin prometen una película salvaje y deliciosamente oscura que hará que el público se estremezca, ría y cuestione su propia complicidad” agregó Nicholas Hoult. 
La directora ejecutiva de HanWay Films, Gabrielle Stewart, describió The One como una «exploración original, dinámica y aterradora del horror que se esconde en lo más profundo de la intimidad de uno de los formatos televisivos más populares del mundo».

### Casting
En el mes de mayo de 2023, se publicó la noticia de que los actores Hoult, Melissa Barrera y Condor, protagonizarían The One.En el mes de febrero de 2024, Melissa Barrera afirmó que ya no formaba parte del proyecto.

### Grabación
No hay detalles exactos sobre el inicio de grabación de la cinta.